# Samsung SGH-E250
Samsung SGH-E250 – telefon komórkowy firmy Samsung.

## Parametry i funkcje
- Tri band
- Dzwonki Real Music (MP3, AAC, M4A) /polifoniczne
- Aparat VGA/0.3 Mpix
- Wbudowana pamięć 10 MB
- Miejsce na kartę pamięci (microSD do 2 GB)
- wiadomości SMS/EMS/MMS
- Bluetooth 2.0 EDR
- FM Radio
- Kalkulator
- USB 1.1
- Kalendarz
- Gry Java
- Budzik
- Minutnik
- Animowane tło
- Tryb Offline
- Mobile Tracker
- Timer
- Stoper
- Budzik
- Kalendarz
- Czas na świecie
- Przelicznik

## Wydajność
Samsung SGH-E250 ma średnią wydajność działania i bazuje na procesorze ARM9 142 JIT (142 MHz). Jego pamięć Flash (13 MB) pracuje z małym opóźnieniem, niestety, telefon nie jest przystosowany do szybkiego odczytu kart pamięci. Dotyczy to przede wszystkim plików graficznych, które przy zbyt dużej rozdzielczości (1280x1024) są wczytywane przez długi czas. Telefon preferuje uruchamianie gier w 2D, choć istnieją gry 3D, które są grywalne na tym telefonie.
Odtwarzanie filmów (MP4, M-JPEG) przebiega sprawnie, nie można ich jednak przewijać w równym tempie, ponieważ telefon dzieli każdy plik filmowy (niezależnie od wielkości) na 10 równych długością części.

## Wygląd
Samsung SGH-E250 występuje w pięciu kolorach (liliowy, czerwony, czarny, srebrny i zielony). Posiada wysuwaną klawiaturę poruszającą się na tzw. sliderze (ślizgacz). Jest podobny bardzo do Samsunga SGH-D900. Różni się od niego (z wyglądu) bardziej okrągłymi kształtami. W obudowę jest wbudowany tylko jeden głośnik ze względu na cienki kształt telefonu. Wysuwając telefon do góry można odbierać rozmowy, a zasuwając można kończyć działanie danej aplikacji.